# خط لوله کراسرودز
خط لوله کراسرودز (انگلیسی: Crossroads Pipeline Company) یک خط لوله انتقال گاز طبیعی است که گاز را از ایندیانا به اوهایو می‌آورد. این خط لوله متعلق به ترانس‌کانادا است. کد کمیسیون فدرال رگولاتوری انرژی آن ۱۲۳ است.